# マジクール
『マジクール』（Magicoal）は、1993年10月29日に発売された、ヒューネックス開発、NECホームエレクトロニクス販売のPCエンジンのSUPER CD-ROM2用アクションRPGである。
キャンペーンとして、ゲーム中に登場する64個の魔法全てを集めて11月29日迄に応募すると、天外魔境 ZIRIA(SUPER CD-ROM2対応版)が2,000名にプレゼントされた。

## 登場キャラクター
ルーン
声：山口勝平
メルヴィ
声：堀江美都子
ギーゼルヘル
声：八奈見乗児
司祭
声：郷里大輔
エアロス
声：塩沢兼人
オベル
声：屋良有作
フィンデル
声：森功至
ラグナス
声：銀河万丈
エアルミル
声：潘恵子

## スタッフ
- 企画・原案：森山豊治
- システムプログラム：穐山友義、黒川昌昭、森山豊治
- ステージ設定：森山豊治、小野田雄一、片山卓
- マップ作成：小野田雄一、井手康仁
- イベントプログラム：片山卓、菅野茂樹、土倉雅春、赤川紳史
- キャラクタ作画：小野田雄一、高野淳、井手康仁、山田真悟、織田武士、永翁真紀
- キャラクタプログラム：菅野茂樹、黒川昌昭
- 魔法作画：小野田雄一、高野淳、倉科健夫
- 魔法プログラム：黒川昌昭
- 技術サポート：松原文彦、片山卓、増田雅人、高橋信哉
- アシスト：工藤晴美
- ビジュアルキャラクタ原案：森山豊治
- ビジュアルキャラクタ設定：織田武士
- 絵コンテ：山田真悟
- 原画：織田武士
- 作画：井手康仁、高野淳、織田武士、山田真悟、永翁真紀
- 背景：山田真悟、倉科健夫
- ビジュアルプログラム：小山健一
- ビジュアル演出：松原文彦
- サウンドプロデュース：庭山博也
- BGM：牧野信博
- 演奏：牧野信博、田中徹、金田一中、水野雅章、高田二郎、大楠健一、関誠一郎
- エンジニア：安原昭生、山谷敏昭
- PSG BGM：田中宏典
- PSGサウンドエフェクト：山崎正通、太谷哲司
- ディレクター：森山豊治、松原文彦
- プロデューサー：庭山博也

## 評価
ゲーム誌『ファミコン通信』の「クロスレビュー」では合計20点（満40点）、『PC Engine FAN』の読者投票による「ゲーム通信簿」での評価は以下の通り21.33点（満30点）で、この得点はPCエンジンCD-ROM全ソフトの中で156位（321本中、1994年9月30日時点）となっている。
| 項目 | キャラクタ | 音楽 | 操作性 | 熱中度 | お買得度 | オリジナリティ | 総合  |
| 得点 | 4.78       | 3.33 | 3.72   | 3.33   | 3.61     | 3.56           | 21.33 |